# Timothy Farina
Timothy Farina (...) è un ex giocatore di football americano e allenatore di football americano statunitense che ha giocato come offensive lineman.